# Второй дивизион чемпионата мира по хоккею с шайбой среди молодёжных команд
Второй дивизион чемпионата мира по хоккею с шайбой среди молодёжных команд — ежегодное соревнование, проводимое под эгидой ИИХФ с 1979 года, до 2001 года турнир был известен под названием C-series.

## 2001—2011
| Год  | Вышли в первый дивизион         | Перешли в третий дивизион |
| ---- | ------------------------------- | ------------------------- |
| 2001 | Словения                        | Эстония                   |
| 2002 | Япония, Дания, Латвия, Хорватия |                           |
| 2003 | Эстония, Венгрия                | Болгария, Мексика         |
| 2004 | Польша, Великобритания          | Исландия, ЮАР             |
| 2005 | Япония, Венгрия                 | Литва, Бельгия            |
| 2006 | Великобритания, Эстония         | Новая Зеландия, Китай     |
| 2007 | Венгрия, Литва                  | Австралия, Сербия         |
| 2008 | Италия, Эстония                 | Исландия, Китай           |
| 2009 | Япония, Хорватия                | Новая Зеландия            |
| 2010 | Великобритания, Литва           | Мексика, Сербия           |
| 2011 | Франция, Польша                 | Исландия, Китай           |

## 2012-н.в
| Год  | Вылетели из первого дивизиона                                            | Перешли из второго дивизиона в группу В первого дивизиона                | Перешли в группу А второго дивизиона                                     | Вылетели в группу В второго дивизиона                                    | Вылетели в третий дивизион                                               | Перешли из третьего дивизиона в группу В второго дивизиона               |
| ---- | ------------------------------------------------------------------------ | ------------------------------------------------------------------------ | ------------------------------------------------------------------------ | ------------------------------------------------------------------------ | ------------------------------------------------------------------------ | ------------------------------------------------------------------------ |
| 2012 | Япония                                                                   | Украина                                                                  | Румыния                                                                  | Республика Корея                                                         | Мексика                                                                  | Исландия                                                                 |
| 2013 | Хорватия                                                                 | Япония                                                                   | Эстония                                                                  | Испания                                                                  | Бельгия                                                                  | Китай                                                                    |
| 2014 | Великобритания                                                           | Венгрия                                                                  | Республика Корея                                                         | Хорватия                                                                 | Китай                                                                    | Бельгия                                                                  |
| 2015 | Венгрия                                                                  | Великобритания                                                           | Хорватия                                                                 | Румыния                                                                  | Исландия                                                                 | Китай                                                                    |
| 2016 | Япония                                                                   | Венгрия                                                                  | Румыния                                                                  | Республика Корея                                                         | Китай                                                                    | Мексика                                                                  |
| 2017 | Великобритания                                                           | Литва                                                                    | Республика Корея                                                         | Хорватия                                                                 | Австралия                                                                | Турция                                                                   |
| 2018 | Литва                                                                    | Япония                                                                   | Испания                                                                  | Нидерланды                                                               | Турция                                                                   | Израиль                                                                  |
| 2019 | Япония                                                                   | Эстония                                                                  | Сербия                                                                   | Республика Корея                                                         | Мексика                                                                  | Китай                                                                    |
| 2020 | Италия                                                                   | Япония                                                                   | Республика Корея                                                         | Сербия                                                                   | Израиль                                                                  | Исландия                                                                 |
| 2021 | Чемпионат отменен из-за распространения коронавирусной инфекции COVID-19 | Чемпионат отменен из-за распространения коронавирусной инфекции COVID-19 | Чемпионат отменен из-за распространения коронавирусной инфекции COVID-19 | Чемпионат отменен из-за распространения коронавирусной инфекции COVID-19 | Чемпионат отменен из-за распространения коронавирусной инфекции COVID-19 | Чемпионат отменен из-за распространения коронавирусной инфекции COVID-19 |
| 2022 | Польша                                                                   | Италия Республика Корея                                                  | Хорватия Нидерланды                                                      | Ни одной вылетевшей команды                                              | Ни одной вылетевшей команды                                              | Хорватия Нидерланды                                                      |
| 2023 | Республика Корея                                                         | Хорватия                                                                 | Китай                                                                    | Румыния                                                                  | Мексика                                                                  | Китай                                                                    |
| 2024 | Хорватия                                                                 | Республика Корея                                                         | Румыния                                                                  | Испания                                                                  | Китайский Тайбэй                                                         | Австралия                                                                |
| 2025 | Республика Корея                                                         | Литва                                                                    | Испания                                                                  | Нидерланды                                                               | Бельгия                                                                  | Израиль                                                                  |